# Bdelium
Bdelium lub bdellium – wonna żywica wymieniona w Biblii, identyfikowana z żywicą drzewa lub krzewu Commiphora africana. Gatunek ten występuje w całej niemal Afryce.
Nazwa bdelium pochodzi od hebrajskiego słowa beḍōlaḥ, które występuje w dwóch miejscach w Biblii: w Księdze Liczb (11,7) i Księdze Rodzaju (2,12). W Biblii Tysiąclecia tłumaczenie to brzmi tak” „Manna zaś była podobna do nasion kolendra i miała wygląd bdelium”. W przypisie do tego słowa jest wyjaśnienie, że bdelium to rodzaj żywicy, a badacze roślin biblijnych N. H. Moldenke i A. L. Moldenke twierdzą, że jest to żywica z rośliny Commiphora africana.
Znaczenie słowa bdelium nie jest jednak całkiem pewne. Józef Flawiusz identyfikuje bdelium z manną, którą Bóg zesłał Mojżeszowi na pustyni by nakarmił nim głodny lud, podczas swojej ucieczki z Egiptu. Pliniusz  (Historia Naturalis XII. 35)  pisał, że bdelium pozyskuje się z drzewa tak dużego, jak drzewo oliwne, o liściach podobnych do dębu, oraz podaje, że drzewa tego najlepiej szukać w Indiach, Babilonie i na Półwyspie Arabskim. Opis Pliniusza najbardziej więc pasuje do drzew z rodzaju Balsamodendron.